# Essiccosi
L'essiccosi è uno stato morboso dato da una disidratazione eccessiva.

## Eziologia
Le cause che possono portare a tale stato possono essere sia naturali che secondarie ad eventi patologici (come la diarrea e il vomito se essi sono continui nel tempo).

## Manifestazioni cliniche
Fra i sintomi e segni clinici ritroviamo:
- stato confusionale
- delirio
- deficit motori e sensitivi
- insufficienza bulbare